# 長崎電気軌道2号系統

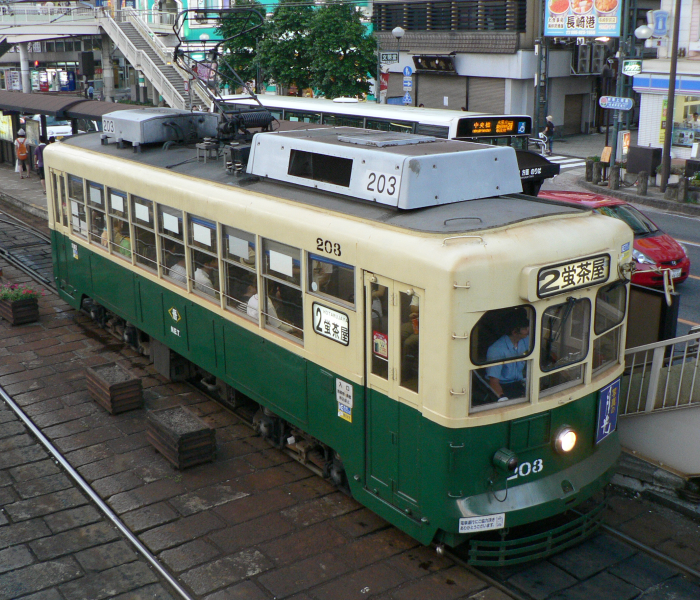
2号系統・蛍茶屋行き（精霊流しのための臨時便）

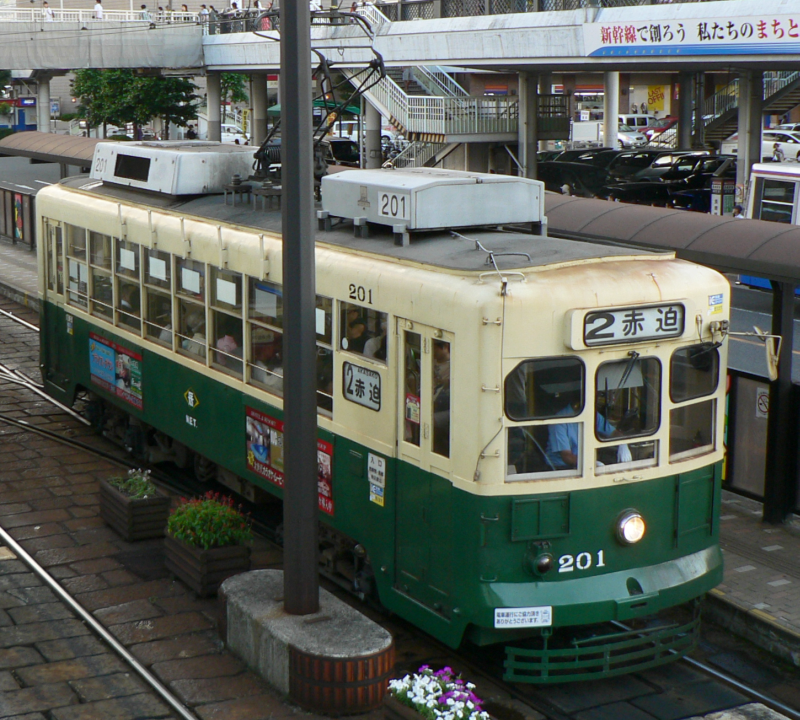
2号系統・赤迫行き（2号系統の赤迫行きは臨時便でしか運転されない）

2号系統（2ごうけいとう）は、長崎市の赤迫を起点とし、平和公園、長崎駅前、新地中華街、浜町アーケード、市役所を経て、蛍茶屋へ至る長崎電気軌道の運転系統である。方向幕は白色（□）。
路線では赤迫支線（赤迫 - 住吉）と本線（住吉 - 西浜町）と蛍茶屋支線（西浜町 - 蛍茶屋）に本系統が運行される。

## 概要
2号系統は、元々は浦上車庫前（現:浦上車庫）を起終点とした定期系統であり、1964年頃には日中時間帯は10分間隔で運転されていた。浦上車庫の現在の0番線付近に待避線があり、これを折り返し線として使用していた。1968年6月の正覚寺下延長を機に、経営再建のための合理化に伴い、定期系統から臨時系統に変わり、徐々に減便され、朝ラッシュ時と深夜のみの運転となり、現在では深夜のみとなっている。浦上車庫前の待避線は1971年5月頃に廃止されている。
3号系統に比べて距離が長く、遠回りとなるため、他の系統と比較して運行本数が非常に少なく、現行の定期ダイヤでは深夜1往復のみの運行であり、路線図等の旅客案内にはほとんど掲載されていない。ただし、越年時は初詣電車として深夜に約10分間隔で運行されるほか、何らかの理由により桜町支線が通行止めの場合は3号系統から振り替えて運行される。他にも大波止や新地中華街といった利用者の多い電停を通るためまれにイベント等の時に臨時運行される。
3000形がデビューした当初、3000形専用ダイヤの蛍茶屋行きは2号系統で運行されていた。現在は2号系統の運行はなく、全て3号系統で運行されている。
- 全長 約8.8 km
- 所要時間 約36分
- 運行間隔 深夜1往復（ただし、赤迫方面行きは終点まで行かず浦上車庫止まり。越年時は深夜約8分間隔で全区間運行）
- 2007年（平成19年）5月19日と5月24日に発生した2度の脱線事故により7月18日までの間3号系統赤迫行きは運休となり、代替として赤迫行きのみ約6分間隔で運行された。しかし運行経路が3号系統に比べて遠回りとなるため、長崎駅前 - 赤迫間では、正規の3号系統より10～15分程度延着していた。特に始発便（蛍茶屋6時15分発）を利用する客には影響が大きいため、6月2日より利便の確保のため通常の始発より早い時間に臨時便（蛍茶屋6時5分発）を1本増発して対応していた。
- 2015年（平成27年）10月11日に同様の脱線事故が発生した際も10月14日より2号系統が約8分間隔で代替運行された。今回は3号系統が両方向とも運休のため蛍茶屋行きも運行（2007年とは異なり、臨時便の増発はなし）。その後蛍茶屋行きは2016年（平成28年）2月29日、赤迫行きは2016年（平成28年）5月23日よりそれぞれ3号系統に復帰した。しかし、わずか11日ほど経過した6月2日にも公会堂前（現:市役所）で4回目の脱線事故が発生。それに伴い6月10日午後から赤迫行きのみ再び2号系統に戻った。2019年（令和元年）6月27日のダイヤ改正に伴い、最終便の蛍茶屋発浦上車庫行きは3号系統に振り替えとなった。このためこの系統は赤迫発蛍茶屋行きの下り線のみとなった。

## 停留場一覧
- 全区間長崎県長崎市内に所在。

| 路線     | 停留場 番号            | 停留場名               | 読み     | 停留所 間距離 (km) | 赤迫 からの 距離 (km)                                                              | 周辺施設・備考 | 軌道     |
| -------- | ---------------------- | ---------------------- | -------- | ------------------ | ---------------------------------------------------------------------------------- | -------------- | -------- |
| 赤迫支線 | 11                     | 赤迫                   | あかさこ | -                  | 0.0                                                                                |                | 併用軌道 |
| 赤迫支線 | 12                     | 住吉                   | すみよし | 0.3                | 0.3                                                                                | JR西浦上駅     | 併用軌道 |
| 本線     | 12                     | 住吉                   | すみよし | 0.3                | 0.3                                                                                | JR西浦上駅     | 併用軌道 |
| 13A      | 昭和町通               | しょうわまちどおり     | 0.2      | 0.5                | 赤迫ゆきのみ停車。                                                                 |                | 併用軌道 |
| 13       | 千歳町                 | ちとせまち             | 0.1      | 0.6                | チトセピア                                                                         |                | 併用軌道 |
| 14       | 若葉町                 | わかばまち             | 0.2      | 0.8                |                                                                                    |                | 併用軌道 |
| 15       | 長崎大学               | ながさきだいがく       | 0.3      | 1.1                | 長崎大学・純心女子高等学校                                                         |                | 併用軌道 |
| 16       | 岩屋橋                 | いわやばし             | 0.3      | 1.4                | 北消防署・浦上警察署                                                               |                | 併用軌道 |
| 17       | 浦上車庫               | うらかみしゃこ         | 0.3      | 1.7                |                                                                                    | 専用軌道       |          |
| 18       | 大橋                   | おおはし               | 0.2      | 1.9                | 長崎県営野球場・長崎県立総合体育館・長崎市科学館・中国領事館・長崎南山高等学校     | 専用軌道       |          |
| 19       | 平和公園               | へいわこうえん         | 0.5      | 2.4                | 平和公園・浦上天主堂・長崎市営ラグビー・サッカー場                                 | 専用軌道       |          |
| 20       | 原爆資料館             | げんばくしりょうかん   | 0.4      | 2.8                | 長崎西洋館・長崎原爆資料館                                                         | 専用軌道       |          |
| 21       | 大学病院               | だいがくびょういん     | 0.2      | 3.0                | 長崎大学坂本キャンパス（長崎大学病院等）・ 長崎北郵便局・活水高等学校              | 併用軌道       |          |
| 22       | 浦上駅前               | うらかみえきまえ       | 0.4      | 3.4                | JR浦上駅・長崎県立長崎西高等学校                                                   | 併用軌道       |          |
| 23       | 茂里町                 | もりまち               | 0.2      | 3.6                | 長崎ブリックホール・みらい長崎ココウォーク・長崎原爆病院                           | 併用軌道       |          |
| 24       | スタジアムシティノース | スタジアムシティノース | 0.3      | 3.9                | 長崎スタジアムシティ 正式名称「銭座町（ぜんざまち）停留場」                        | 併用軌道       |          |
| 25       | スタジアムシティサウス | スタジアムシティサウス | 0.5      | 4.4                | 長崎スタジアムシティ 正式名称「宝町（たからまち）停留場」                          | 併用軌道       |          |
| 26       | 八千代町               | やちよまち             | 0.3      | 4.7                |                                                                                    | 併用軌道       |          |
| 27       | 長崎駅前               | ながさきえきまえ       | 0.4      | 5.1                | JR長崎駅・アミュプラザ長崎・長崎交通産業会館・日本二十六聖人記念館・長崎中央郵便局 | 併用軌道       |          |
| 28       | 五島町                 | ごとうまち             | 0.4      | 5.5                | 長崎県庁                                                                           | 併用軌道       |          |
| 29       | 大波止                 | おおはと               | 0.3      | 5.8                | 夢彩都・長崎港ターミナル                                                           | 併用軌道       |          |
| 30       | 出島                   | でじま                 | 0.3      | 6.1                | 出島・長崎県美術館・長崎水辺の森公園                                               | 併用軌道       |          |
| 31A 31B  | 新地中華街             | しんちちゅうかがい     | 0.4      | 6.5                | 長崎新地ターミナル（イオン長崎店）・長崎新地中華街                                 | 併用軌道       |          |
| 32       | 西浜町                 | にしはまのまち         | 0.1      | 6.6                |                                                                                    | 併用軌道       |          |
| 32       | 西浜町                 | にしはまのまち         | 0.1      | 6.6                | 蛍茶屋支線                                                                         | 併用軌道       |          |
| 36       | 浜町アーケード         | はまのまちアーケード   | 0.1      | 6.6                | 浜町アーケード                                                                     | 併用軌道       |          |
| 37       | めがね橋               | めがねばし             | 0.4      | 7.0                | 眼鏡橋・長崎女子商業高等学校                                                       | 併用軌道       |          |
| 38       | 市役所                 | しやくしょ             | 0.4      | 7.4                | 長崎市民会館・興福寺・長崎警察署                                                   | 併用軌道       |          |
| 39       | 諏訪神社               | すわじんじゃ           | 0.5      | 7.9                | 諏訪神社・済生会長崎病院・長崎大学経済学部                                         | 併用軌道       |          |
| 40       | 新大工町               | しんだいくまち         | 0.2      | 8.1                | 亀山社中記念館                                                                     | 併用軌道       |          |
| 41       | 新中川町               | しんなかがわまち       | 0.4      | 8.5                | シーボルト記念館・長崎県立鳴滝高等学校・瓊浦高等学校                               | 併用軌道       |          |
| 43       | 蛍茶屋                 | ほたるぢゃや           | 0.3      | 8.8                | 聖母の騎士高等学校                                                                 | 併用軌道       |          |